# Opsada Slunja
Opsada Slunja je bio oružani sukob na području općine Slunj tijekom Domovinskog rata 1991. godine.
Vodila se između Hrvatske vojske (HV) s jedne i Jugoslavenske narodne armije (JNA) s druge strane. Bila je to najveća hrvatska enklava koja je tijekom sukoba odvojena od ostatka Hrvatske. Nakon što je JNA zauzela Slunj, iz enklave je protjerano više od 16.000 Hrvata, a stotine su ubijene u ratnim zločinima tijekom okupacije do kraja rata.

## Pozadina
Početkom 1991. Hrvatska nije imala regularnu vojsku. U nastojanju da ojača svoju obranu, udvostručila je broj policije na oko 20.000. Najučinkovitiji dio snaga bila je specijalna policija od 3000 pripadnika raspoređena u 12 bataljuna koji su usvojili načela vojnog ustroja. Uz to, bilo je 9 000–10 000 regionalno organiziranih rezervnih policajaca; ustrojeni su u 16 bataljuna i 10 samostalnih satnija, ali postrojbama je nedostajalo naoružanja. U svibnju je, kao odgovor na pogoršanu situaciju, hrvatska vlada osnovala Zbor narodne garde (ZNG) spajanjem bataljuna specijalne policije u četiri gardijske brigade. Gardijske brigade u početku su brojale oko 8000 vojnika, a bile su podređene Ministarstvu obrane na čijem je čelu bio umirovljeni general JNA Martin Špegelj. Regionalna policija, do tada proširena na 40.000, također je pripojena ZNG-u i reorganizirana u 19 brigada i 14 samostalnih bojni. Gardijske brigade bile su jedine postrojbe ZNG-a koje su bile u potpunosti opremljene pješačkim oružjem, dok je u cijelom ZNG-u nedostajalo teže naoružanje i učinkovita struktura upravljanja i zapovijedanja. U to vrijeme hrvatske zalihe oružja sastojale su se od 30.000 komada pješačkog oružja kupljenog u inozemstvu uz 15.000 komada koje je prije posjedovala policija. Ustrojena je nova specijalna policija od 10.000 pripadnika koja je zamijenila osoblje prebačeno u Gardijske brigade ZNG-a.
ZNG je bio ograničen na obrambenu ulogu, a s vremenom je postajalo sve očitije da su akcije JNA koordinirane sa snagama pobunjenih Srba. Taj je dojam bio pojačan tampon zonama koje je JNA uspostavila nakon oružanih sukoba između gerilaca hrvatskih Srba i ZNG-a — JNA bi intervenirala nakon što je ZNG izgubio teritorij, ostavljajući hrvatskim Srbima kontrolu nad teritorijem. Nadalje, JNA je hrvatskim Srbima isporučila nešto oružja, iako je najveći dio naoružanja osiguran iz zaliha TO Srbije i Ministarstva unutarnjih poslova. Nakon početka intervencije JNA u Sloveniji krajem lipnja, ročnici su počeli dezertirati iz JNA i vrlo malo ih je unovačeno da ih se zamijeni, osim u Srbiji.

## Bitka
Hrvatski džep oko grada Slunja, na granici Like i Korduna, blokirao je hrvatske Srbe u povezivanju regija koje su držali na sjeveru i jugu. Bio je to ključni cilj za njihove snage, kojima se sada otvoreno pridružila JNA. Početkom listopada snage JNA / TO-a počele su zauzimati dio po dio enklave, zauzevši neka udaljena sela oko 25 kilometara jugoistočno od Slunja u blizini bosanskohercegovačke granice. Zajednički napor da se zauzme grad započeo je početkom studenog. Probijajući se prvenstveno s područja Plitvičkih jezera prema jugu, postrojbe JNA i TO postupno su se probijale prema Slunju, koji je pao između 16. i 18. studenog. Preostali hrvatski branitelji povukli su se prema bosanskohercegovačkoj granici, kod gradića Cetingrada, oko sedam kilometara jugozapadno od grada Velike Kladuše, gdje su ih federalne snage porazile 27. studenog. Ali mnogi borci hrvatskog ZNG-a i MUP-a odabrali su ostati u BiH umjesto da se predaju JNA ili lokalnim Srbima.
Operacija zauzimanje Slunja tipizirala je prirodu i opseg okrutnih, malih akcija koje su karakterizirale rat na banijsko - kordunsko - ličkom području. Do kraja listopada JNA je započela s pripremama za veliki napad kako bi zatvorila džep. Kako bi kontrolirala operaciju, čini se da je JNA formirala dva stožera taktičke grupe i počela dopremati pojačanja u to područje. Pukovnik Čedomir Bulat trebao je zapovijedati Taktičkom grupom 2 na glavnom pravcu napada. Pojačanje je uključivalo veći dio oklopne bojne iz 329. oklopne brigade, elemente novopristigle partizanske brigade i haubičku bitnicu D-30. U međuvremenu, 236. motorizirana brigada, čija je većina bila raspoređena u blizini Gospića, premjestila je elemente — vjerojatno ojačanu motoriziranu bojnu — na položaj. Te su snage, zajedno s otprilike jednom bojnom TO-a iz Korenice i jednom iz Plaškog, vjerojatno bile formirane u dvije do četiri ojačane borbene skupine bojni i trebale su napasti džep s položaja oko 20 kilometara južno od Slunja, u blizini Plitvičkih jezera. Od napada su bile izuzete snage JNA na poligonu Slunj 10 do 15 kilometara zapadno/jugozapadno od grada, kojima je, čini se, dodijeljena obrambena uloga obuzdavanja tamošnjih snaga ZNG / MUP-a. Taktička grupa vjerojatno je ukupno brojala 3000 do 3500 vojnika, s oko 20 tenkova, 10 oklopnih transportera i 18 topničkih oruđa.
Malo se zna o strukturi i broju hrvatskih snaga u džepu, ali vjerojatno nisu brojale više od 2000 loše opremljenih lokalnih ili dobrovoljnih vojnika ZNG-a i specijalne ili redovne policije, s možda malom seoskom stražom s lovačkim puškama.
Polagano nadiranje JNA prema Slunju počelo je početkom studenog, dok se Bulatova taktička grupa približavala gradu, sustavno uništavajući hrvatska sela na svom putu. Čini se da je napredovanje JNA / TO-a uključivalo uzastopne napade ojačanih borbenih skupina, od kojih se svaka kretala glavnom cestom i vjerojatno predvođena četom oklopnih i/ili samohodnih protuzračnih obrambenih vozila; bočno pješaštvo vjerojatno je bilo određeno da očisti područja uz cestu. U približavanju hrvatskom selu, tenkovska i topnička vatra bi potisnula sve branitelje i prestrašila stanovnike; JNA i TO bi tada spalili selo. Lovci-bombarderi RV i PVO također su sudjelovalu u napadima.
Metode JNA vezane uz ceste i ograničeno pješaštvo, međutim, učinili su Bulatove snage ranjivima na hrvatske gerilske napade s gusto šumovitih brda i planina u regiji, a čini se da su napadi poput ovih usporili napredovanje. Glavni udar, s područja Plitvičkih jezera prema Slunju, jedva je stigao do predgrađa Rakovice do 12. studenoga - napredovanje od samo dva-tri kilometra. I sekundarni napad prema Saborskom tekao je sporo. Tijekom sljedećeg tjedna, međutim, napredovanje je dobilo na zamahu i konačno se prešlo preko Slunja i okolnih sela između 16. i 18. studenog. Sljedećih deset dana postrojbe JNA i TO-a polako su potiskivale hrvatske snage koje su se povlačile prema posljednjem hrvatskom uporištu u Cetingradu, na granici s Bosnom. Cetingard je pao 27. studenoga.

## Posljedice
Pad Slunja predstavljao je značajan gubitak za HV jer je time stvorena veza između onoga što je trebala biti sjeverna polovica RSK sa središtem oko Petrinje - Karlovca i južnog dijela u blizini Knina. Bio je to strateški uspjeh koji je omogućio daljnje djelovanje u regiji.
Za vrijeme srpske okupacije Slunja i okolice ubijeno je 300 hrvatskih vojnika, a do 1995. godine u više ratnih zločina ubijeno je 297 hrvatskih civila, od kojih su većina bili starci, žene i djeca.
Dana 4. kolovoza 1995. Hrvati su pokrenuli operaciju Oluja kako bi porazili i zauzeli preostali dio Republike Srpske Krajine bez istočne Slavonije. Dana 6. kolovoza 1995. Hrvatska vojska je oslobodila Slunj.

## Reference
- Central Intelligence Agency. 2002. Balkan Battlegrounds: A Military History of the Yugoslav Conflict, 1990–1995 (engleski). 1. Central Intelligence Agency, Office of Russian and European Analysis. ISBN 978-0-16-066472-4 Ovaj članak sadrži tekst iz ovog izvora, koji je u javnoj domeni.
- Central Intelligence Agency. 2003. Balkan Battlegrounds: A Military History of the Yugoslav Conflict, 1990–1995 (engleski). 2. Central Intelligence Agency, Office of Russian and European Analysis. ISBN 978-0-16-066472-4 Ovaj članak sadrži tekst iz ovog izvora, koji je u javnoj domeni.
- Eastern Europe and the Commonwealth of Independent States. Routledge. London, England. 1999. ISBN 978-1-85743-058-5